# Amenhotep, con của Hapu
Amenhotep, sống vào khoảng nửa đầu thế kỷ 14 TCN, là một quan chức phục vụ dưới thời pharaon Amenhotep III, một vị vua thuộc Vương triều thứ 18 trong lịch sử Ai Cập cổ đại. Ngoài ra, ông còn là một kiến trúc sư, một tư tế, một thư lại và là một viên tướng trong quân đội.

## Thân thế
Amenhotep có thể được sinh ra vào những năm 1460 TCN dưới thời trị vì của pharaon Thutmose III, tại thị trấn cổ Athribis (nằm ở phía bắc thủ đô Cairo, Ai Cập). Cha của Amenhotep là Hapu, còn mẹ của ông là Itu. Khi còn là thiếu niên, ông đã được học tại một thư viện ở địa phương.

## Sự nghiệp
Dưới thời của Amenhotep III, Amenhotep được bổ nhiệm vào vị trí thư lại trong triều đình, kiêm tư tế trông coi đền thờ Horus-Khentikheti. Sau đó, ông được thăng chức, nhận nhiệm vụ quản lý, tổ chức nhân lực cho các công trình của nhà vua. Từ đó, Amenhotep được thăng làm Quản đốc, chịu trách nhiệm giám sát các công trình của nhà vua. Ở vị trí này, ông đảm nhận công việc xây dựng đền tang lễ cho vua Amenhotep III tại Thebes, nơi hiện chỉ còn trơ lại hai bức tượng khổng lồ của Amenhotep III. Ông cũng có thể là kiến trúc sư chủ trì của đền thờ Soleb tại Nubia. Một số công trình khác tại đền Karnak và đền Luxor cũng được cho là do Amenhotep chịu trách nhiệm xây dựng.

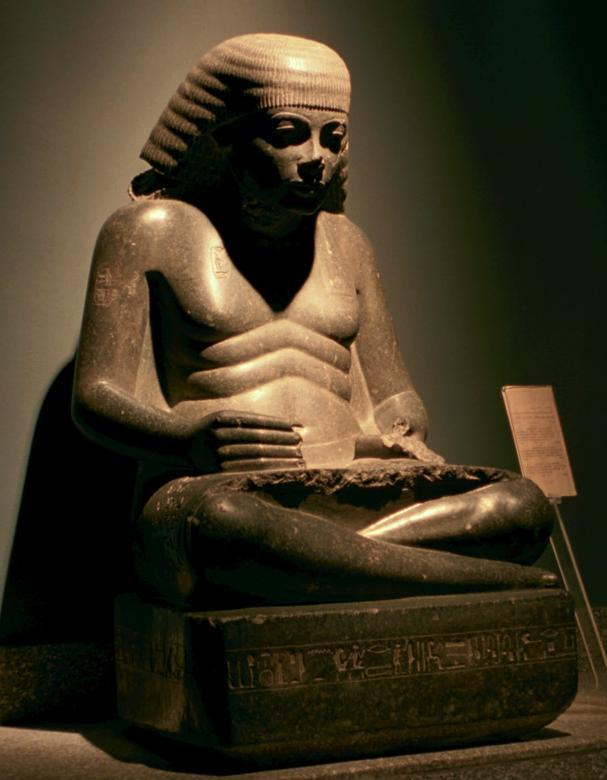
Một bức tượng khác của Amenhotep (Bảo tàng Luxor).

Trên một bức tượng của mình, Amenhotep cũng được xem là một vị tướng chỉ huy quân đội. Ông được giao nhiệm vụ chỉ huy quân lính tại các trạm kiểm soát đặt trên các nhánh của sông Nin để theo dõi việc đi lại bằng đường thủy, cũng như trên đường bộ. Amenhotep cũng kiêm nhiếp vị trí tổng quản cho công chúa Sitamun, con gái của Amenhotep III.
Amenhotep chịu trách nhiệm việc cử hành lễ hội Sed đầu tiên của Amenhotep III, được tổ chức vào năm thứ 30 của nhà vua. Nhờ vào sự ảnh hưởng của mình đối với nhà vua, Amenhotep đã đặt thị trấn Athribis, quê nhà của ông, dưới sự bảo trợ của vương quyền.
Amenhotep mất vào khoảng những năm 1380 TCN, thọ trên 80 tuổi, được chôn cất gần đền tang lễ của nhà vua. Amenhotep III cũng đã cho người xây một ngôi đền tang lễ dành riêng cho Amenhotep ngay bên cạnh ngôi đền của nhà vua, một đặc ân mà không phải ai cũng có được.

## Thần thánh hóa
Như một phần thưởng dành cho công trạng của Amenhotep, nhà vua đã cho dựng nhiều bức tượng của ông tại đền thờ Karnak. Tại đây, ông được biết đến với vai trò là "người trung gian" giữa cõi tiên và hạ giới. Sau khi qua đời, ông được tôn kính như một vị thần, tương tự như đối với tể tướng Imhotep dưới triều vua Djoser, là hai vị á thần của Ai Cập cổ đại.
Các tư tế của Vương triều thứ 21 tin rằng, Amenhotep thuộc dòng dõi thần thánh. Một bức tượng của Amenhotep có niên đại từ thời kỳ Vương triều thứ 26, được dựng bởi công chúa Merit-Neith (được cho là con của pharaon Psamtik I), khi công chúa cầu xin ông chữa khỏi căn bệnh của mình. Vào thời Ai Cập thuộc Hy Lạp, Amenhotep được thờ chung với các vị thần khác chủ yếu tại Deir el-Bahari và Deir el-Medina.

## Tượng của Amenhotep
Bảo tàng Cairo hiện còn lưu giữ một bức tượng bằng đá granit của Amenhotep. Bức tượng cao 117 cm, được tìm thấy ở khu vực tháp môn thứ bảy trong quần thể đền Karnak. Bức tượng khắc họa hình ảnh của ông lúc về già, dựa vào những nếp nhăn rõ ràng ở quanh mắt. Những dòng chữ tượng hình trên tượng cho biết, ông đã đạt đến độ tuổi 80 và muốn sống đến 110 tuổi.